# Dicuil
Dicuil (auch Dikuil; lat. Dicuilus) war ein iro-schottischer Mönch und Gelehrter, der in der zweiten Hälfte des 8. Jahrhunderts geboren wurde und in der ersten Hälfte des 9. Jahrhunderts für die Nachwelt wichtige naturwissenschaftliche Schriften verfasste. 

## Leben
Dicuil gehörte wahrscheinlich zu einem der zahlreichen iro-schottischen Klöster des Frankenreiches und war durch eigene Erfahrung mit der Inselwelt im Norden Britanniens vertraut. 
Wissenschaftlich betätigte Dicuil sich zum einen als Astronom, zum anderen als Geograph, 

## Astronomisches WerkLiber de astronomia
Dicuil schrieb zwischen 814 und 818 ein astronomisches Werk. Dieses aus vier Büchern bestehende astronomische Werk ist eine Art von Computus, d. h. ein System zur Ermittlung des Osterdatums. Nur eine Handschrift des 9. Jahrhunderts ist hiervon erhalten, ursprünglich im Besitz der Bibliothek des Amandusklosters in Elno (Saint-Amand-les-Eaux), befindet sie sich heute in Valenciennes. Aufgrund einer indirekten Ortsangabe in diesem Werk wird die karolingische Hofschule in Aachen als Wirkungsort Dicuils erwogen.

## Geographisches WerkDe mensura Orbis terrae
Zum anderen wirkte er auch als Geograph und verfasste um 825 ein geographisches Werk mit dem lateinischen Titel De mensura Orbis terrae. 
De mensura Orbis terrae ist eine Zusammenfassung der Erdkunde, die präzise Auskünfte über verschiedene Länder enthält. Das Werk beruht auf der Mensuratio orbis, die 435 im Auftrag Theodosius II. erstellt worden war, und von der ein Exemplar seinen Weg an den karolingischen Hof gefunden hatte. Godescalc hatte bereits 781–783 von dieser Handschrift Gebrauch gemacht, als er sein berühmtes Evangelistarium geschrieben hatte. Als Quellen dienten Dicuil auch Plinius der Ältere, Paulus Orosius, Isidor von Sevilla und andere Autoren, sowie seine eigenen Untersuchungen.
In neun Abschnitten behandelt er nacheinander Europa, Asien, Afrika, Ägypten, Äthiopien, das Ausmaß der Erdoberfläche, die fünf großen Flüsse, bestimmte Inseln, die Länge und Breite des Tyrrhenischen Meeres, und die sechs (höchsten) Berge.
Obgleich das Werk hauptsächlich eine Zusammenfassung darstellt, so ist es doch nicht ohne Wert. Dicuil ist unsere einzige Quelle, die Einzelheiten über die unter Theodosius II. vorgenommenen Landvermessungen enthält. Seine im Allgemeinen exakten Zitate sind nützlich zur Textkritik der erwähnten Autoren. Von großem Interesse sind auch die wenigen Berichte, die er von Reisenden seiner Zeit erhalten hat – so etwa von dem Mönch Fidelis, der (im Jahre 762?) den damals noch existierenden Kanal zwischen dem Nil und dem Roten Meer entlangreiste, und von Geistlichen, die sechs Monate in Island gelebt hatten. 
Dieses Buch enthält den frühesten bekannten Bericht über die Besiedelung Islands. Auch wird von ihm eine bis dahin unbekannte Inselgruppe im Nordatlantik erwähnt, bei der es sich wohl um die Inselgruppe der Färöer handelt. Weiterhin liefert er darin den klarsten westlichen Bericht über den Kanal, der einmal den Nil mit dem Roten Meer verband.
Das Werk ist in vier Handschriften überliefert, die Markus Welser, Isaac Vossius, Claudius Salmasius, Jean Hardouin und Johann Daniel Schöpflin bekannt waren. Im Druck erschien es zuerst in einer Ausgabe Charles Athanase Walckenaers 1806, die heute gültige Ausgabe von James J. Tierney erschien 1967.

## Ausgaben
Liber de astronomia
- Mario Esposito: An Unpublished Astronomical Treatise by the Irish Monk Dicuil. In: Proceedings of the Royal Irish Academy Bd. 26, 1906/07, Section C, S. 379–446 (Digitalisat).

De mensura Orbis terrae
- Charles Athanase Walckenaer: Dicuili Liber de mensura orbis terrae ex duobus Codd. mss. Bibliothecae imperialis nunc primum in lucem editus. Paris 1807 (Digitalisat).
- Jean Antoine Letronne: Recherches géographiques et critiques sur le livre De mensura orbis terrae, suivies du texte restitué. Paris 1814 (Digitalisat).
- Gustav Parthey: Dicuili liber de mensura orbis terrae. Berlin 1870 (Digitalisat).
- James J. Tierney, Ludwig Bieler: Dicuili Liber de mensura orbis terrae (= Scriptores latini Hiberniae Bd. 6). Dublin 1967.